# ماغي روز
ماغي روز (بالإنجليزية: Maggie Rose)‏ هي مغنية وكاتبة غنائية أمريكية، ولدت في 19 مايو 1988 في بوتوماك في الولايات المتحدة.

## وصلات خارجية
- الموقع الرسمي
- ماغي روز على موقع ميوزك برينز (الإنجليزية)
- ماغي روز على موقع ميوزك برينز (الإنجليزية)
- ماغي روز على موقع ديسكوغز (الإنجليزية)
- ماغي روز على موقع ديسكوغز (الإنجليزية)